# 北村稔
北村 稔（きたむら みのる、1948年 - ）は、日本の歴史学者。立命館大学名誉教授、中国近現代史専攻。法学博士。日本「南京」学会会員、国家基本問題研究所理事。

## 来歴
京都府出身。京都大学文学部史学科（現代史専攻）卒業。京都大学大学院博士課程中途退学。三重大学助教授、立命館大学文学部教授を歴任。

## 著作一覧

### 研究
【単行本】
- 『第一次国共合作の研究 現代中国を形成した二大勢力の出現』岩波書店 1998年

　【論文】
- 「毛沢東VS劉少奇そして鄧小平 : 1966年8月の北京の暑い夏」（『立命館文學』第619号（本田治教授退職記念論集）pp.598-612, 2010年12月）
- 「文化大革命再考」序説（『立命館文學』第615号（岡田英樹教授退職記念論集）pp.644-631, 2010年03月）
- 「中華民国国民政府とナチス・ドイツの不思議な関係」（『立命館文學』第608号（松本英紀教授退職記念論集）pp.277-288, 2008年12月）
- 「日中戦争が生み出した中華人民共和国」『比較法史研究』(12)（特集 戦争装置としての国家）pp.301-320, 2004年03月。
- 「中国社会主義革命の悲劇」序説 (1)『立命館文學』(573) pp.565-579, 2002年02月。
- 「「南京大虐殺」を再検討する」『立命館文學』(567) pp.439-448, 2001年02月。
- 「『第1次国共合作の研究--現代中国を形成した2大勢力の出現』への石川禎浩氏の批判に答える」『史林』第82巻5号、pp.807-815, 1999年09月。
- 「広東国民政府における政治抗争と蔣介石の抬領」『史林』68 (6) pp.927-965, 1985年11月。
- 「第一次国共合作の展開について」『史林』66 (4) pp.516-555, 1983年07月。
- 「第一次国共合作の成立について 」『史林』63 (3) pp.435-470, 1980年05月。
- 「第一次国共合作時期の広東省農民運動 」（『史林』58 (6) pp.889-927, 1975年11月）

　【共著】
- 立命館大学大学院文学研究科人文学専攻綜合人文学専修（教員および博士課程院生）研究代表者 北村稔『戦いと弔いに関する比較文化史的研究：2007・2008年度学内提案公募型研究推進プログラム基盤的研究』2009年3月。

　【書評】
- 「新刊紹介『ワイマール共和国の情報戦争：フランス情報資料を用いたドイツ革命とドイツ外交の分析』」（『立命館文學』第638号、pp.39-42, 2014年07月）
- 「栃木利夫・坂野良吉『中国国民革命--戦間期東アジアの地殻変動』（法政大学出版局、1997年）」『近きに在りて』(33) pp.118-120,68, 1998年05月。
- 「黄仁宇『従大歴史的角度読蔣介石日記』『従大歴史的角度読蔣介石日記』」『東方』(183) pp.35-37, 1996年06月。
- 「藤井昇三・横山宏章編『孫文と毛沢東の遺産』」『アジア研究』39 (3) pp.127-134, 1993年6月。
- <批評・紹介>「John K. Fairbank and Albert Feuerwerker (ed.) The Cambridge History of China, volume 13 Republican China 1912-1949, Part 2」『東洋史研究』47 (3) pp.559-570, 1988年12月。
- 「「野沢豊・田中正俊等編「講座中国近現代史第五巻中国革命の展開」」『東洋史研究』38 (2) pp.272-279, 1979年09月。
- 「M.Henri Day「毛沢東一九一七年～一九二七年文件」(Mao Zedong 1917-1927 Documents)」『アジアクォータリー』10 (2) pp.104-111, 1978年04月。
- 「Edward J.M.Rhoads;China′s Republican Revolution--The Case of Kwangtung,1895-1913,1975」『史林』 60 (2) pp.292-298, 1977年03月。

　【エッセイ】
- 「中国近現代史の探索：楽しくて苦しい（楽苦しい）」（『立命館東洋史學』第36号、pp.1-25, 2013年）
- 「台湾雑記」『立命館言語文化研究』3 (5) pp.67-77, 1992年03月。

　【訳書】
- 陳志譲著（北村稔訳）『軍紳政権 軍閥支配下の中国』岩波書店 1984年
- スチュア-ト・R・シュラム『毛沢東の思想：（～一九四九年 一九四九～七六年）』蒼蒼社 1989年12月。
- 黄仁宇著（北村稔、永井英美、細井和彦訳）『蔣介石―マクロヒストリー史観から読む蔣介石日記』東方書店 1997年
- 李昌平『中国農村崩壊:農民が田を捨てるとき』NHK出版、2004年6月 (ISBN 4-14-080881-0)
- 解放軍報特約評論員 [著]、北村稔 [訳]「「四つの基本原則は違反を容さず--映画シナリオ「苦恋」を評す」『アジアクォータリー』13 (4)（中国の政治と文芸<特集>）pp.16-23, 1981年10月。

### 一般

#### 単著
- 『中国の正体：社会主義の衣を脱いだ封建王朝』PHP研究所、2015年8月。
- 『現代中国を形成した二大政党：国民党と共産党はなぜ歴史の主役になったのか』ウェッジ、2011年8月、ウェッジ選書42。
- 『中国は社会主義で幸せになったのか』PHP研究所 2005年
- 『「南京事件」の探究―その実像をもとめて』文藝春秋 2001年

#### 共著
- 北村稔、林思雲『日中戦争の「不都合な真実」：戦争を望んだ中国望まなかった日本』PHP研究所 2014年9月。
- 櫻井よしこ、北村稔、国家基本問題研究所編『中国はなぜ「軍拡」「膨張」「恫喝」をやめないのか：その侵略的構造を解明する』文藝春秋、2012年6月、文春文庫 [さ-57-1] 。
- 櫻井よしこ、北村稔、国家基本問題研究所編『中国はなぜ「軍拡」「膨張」「恫喝」をやめないのか：その侵略的構造を解明する』文藝春秋、2010年10月。
- 北村稔、林思雲『日中戦争:戦争を望んだ中国 望まなかった日本』PHP研究所2008年11月 (ISBN 978-4-569-69300-2)

#### 翻訳
- The reluctant combatant : Japan and the Second Sino-Japanese War by Kitamura Minoru and Lin Siyun ; translated by Connie Prener, University Press of America c2014
- Kitamura Minoru ; translated by Hal Gold, The politics of Nanjing : an impartial investigation, University Press of America c,2007.
- ブライアン・キャッチポール著（北村稔、辻野功 [ほか] 訳）『中国』創元社、1995年10月、アトラス現代史 5。
- Schram Stuart R. [著], 北村稔 [訳]、大橋 英夫 [訳]「鄧小平は毛沢東を乗り越えるか」『中央公論』101 (11) pp.222-237, 1986年10月。

#### 中国専門誌
- 「中国社会主義の過去と現在」『問題と研究』第33巻2号（視点 胡錦濤体制の一年）pp.39-51, 2003年11月。
- 「中華人民共和国の歴史問題--海外伸長を妨げる不安定要因」（『問題と研究』35 (2)（特集 変動する東アジアの国際関係--第33回日台アジア太平洋研究会議論文集）pp.95-100, 2006年03月）
- 「党政 中国共産党第十六全大会と後継者問題」『問題と研究』31 (7)（視点 新世紀の中国--第二十九回日華「大陸問題」研究会議論文集）pp.47-54, 2002年04月。
- 「日中戦争が歴史に残したもの（視点 日中関係）」『問題と研究』第31巻3号、pp.23-33, 2001年12月。
- 「「南京大虐殺」研究序説（下）：「三十万人大虐殺説」の成立」『東亜』(391) pp.45-56, 2000年01月。
- 「「南京大虐殺」研究序説（中）：日中戦争中の「大虐殺」報道を再検討する」『東亜』(390) pp.40-50, 1999年12月。
- 「視点 20世紀日中関係の総括 (2) 100年来の日中関係について思うこと」『問題と研究』第29巻3号、pp.18-26, 1999年12月。
- 「「南京大虐殺」研究序説（上）：国民党国際宣伝処と戦時対外宣伝」『東亜』(388) pp.33-42, 1999年10月。
- 「<南船北馬>中国共産党と階級闘争」『問題と研究』第27巻3号、pp.66-69, 1997年12月。

#### 雑誌記事
- 「満洲国の崩壊と偽軍」（『歴史通』(42) pp.76-91, 2016年05号）
- 「毛沢東「抗日なき」勝利」（『歴史通』(39)（総力特集 習近平王朝のあがき）pp.178-189, 2015年11月号）
- 「資料が証（あ）かす「日中戦争」は神話である」（『歴史通』(38)（総力特集 中国の大宣伝「9・3抗日戦勝利」の大ウソ）pp.188-200, 2015年09月）
- 「毛沢東 延安のグルメ食卓」（『歴史通』(23)（総力特集 歴史戦争の時代）pp.74-85, 2013年03月）
- 「捏造（つくら）れた戦争犯罪：南京虐殺 慰安婦 バターン」（『歴史通』(16)（特集 「昭和史」を正しく読み直す）pp.164-173, 2012年01月）
- 「日中戦争は中国が仕掛けた侵略戦争だ 日本が「侵略」を認めてはならぬこれだけの理由」（『正論』第527号（初秋特大号）--（総力特集 安倍談話と歴史復興への道）pp.92-101, 2015年10月）
- 「中国共産党・「抗日」戦争のウソ」（『明日への選択』第354号、pp.28-32, 2015年07月）
- 「「百周年プロパガンダ」で捏造される辛亥革命」（『正論』第477号（難題としての中国）pp.242-250, 2011年11月）
- 「日中戦争 昭和十二（一九三七）年～蔣介石が準備した泥沼の戦争」（『文藝春秋』special 9 (2)（大人の近現代史入門）--（日本近現代史がわかる 最重要テーマ20）pp.78-83, 2015年）
- 「満洲とはなんだったのか」（『国体文化』第1048号（特集 満洲・尖閣・支那）pp.2-7, 2011年09月）
- 「中国は「社会主義の衣を着た封建王朝」だ」（『明日への選択』第308号、pp.4-9, 2011年09月）
- 「WEDGE OPINION 天安門は再現するか「08憲章」で中国はどう変わる」（『ウエッジ』第21号 (3) pp.18-20, 2009年03月）
- 「南京事件 外国特派員と大論争」（『文芸春秋』85 (9) pp.300-309, 2007年07月）「さらば内弁慶「南京の虚構」を世界に発信しよう」（『文芸春秋』38 (11)（特集 安倍政権にカツを入れる!）pp.72-82, 2006年11月）
- 「「日本から学んだものは何もない」と言われたら」（『諸君』38 (2)（総力特集「歴史の嘘」を見破る!）--（永久保存版 百頁--〈歴史講座〉小泉首相以下全国民必読! もし中国（胡錦濤）にああ言われたら--こう言い返せ）pp.73-76, 2006年02月）
- 「捏造資料で処刑 向井、野田両少尉の無念「南京百人斬り裁判」は冤罪」『諸君』37 (6)（総力特集 愛国無罪 日貨排斥 日本鬼子 謝罪拒否…… 牙を剥く中華帝国の暴乱）--（中国に「歴史の鑑」ナシ）pp.100-106, 2005年06月）
- 「南京で大虐殺はあった?」『文藝春秋』81 (12)（特別企画 父が子に教える昭和史25の「なぜ?」--「日本はなぜ負ける戦争をしたの?」と子供に聞かれたら）pp.272-274, 2003年10月。
- 「南京事件--虚構の確認--「実事求是」で歴史を正視し資料を熟読玩味すれば、それこそ「正しい歴史認識」が得られる」『諸君』第34 (7)（日中国交回復三十年というけれど）pp.136-145, 2002年06月。
- 「「100人斬り競争」の嘘を堂々と展示する南京大虐殺記念館の「使命」」『サピオ』 14 (9)（SIMULATION REPORT「日中友好ごっこ」30周年記念!中国「反日名所」巡り）pp.12-15, 2002年05月08日。
- 「「南京大虐殺」という虚構は国民党「対外情報戦」の産物だ」『サピオ』14 (4)（SPECIAL REPORT 真紀子更迭で外務省土下座外交は改まるのか!）pp.79-81, 2002年02月27日。

　【共著・対談】
- 北村稔、吉田富夫「『老生』は共産中国への挽歌だ！--ノーベル賞作家・莫言と並び称される賈平凹の新作にみる中国の現実--」（『歴史通』2017年1月号pp.240-249。東京・ワック出版）
- 北村稔、筒井清忠、等松春夫「「中国侵略」の肝といわれる 満洲事変はなぜ起きたのか」（『歴史通』(40)（総力特集 安倍談話にメス!）pp.175-192, 2016年01月号）
- 北村稔、伊藤隆、林思雲「侵略戦争」ではない!（歴史通 (38)（総力特集 中国の大宣伝「9・3抗日戦勝利」の大ウソ）pp.175-187, 2015年09月号）
- 北村稔、中西輝政「日米・日中 戦争の真犯人」（『歴史通』(34)（総力特集 総括 戦後70年 もう「謝罪」は無用!）pp.94-113, 2015年01月号）
- 北村稔、林思雲「人民蜂起に怯（おび）える共産党」（『歴史通』(31)（総力特集 天安門25周年 狂暴・中華帝国の野望）pp.63-73, 2014年07月号）
- 北村稔、ストークス ヘンリー・S、加瀬英明「カネと宣伝で中国に幻惑される米国 安倍首相の靖国参拝に批判的な国があるが、私には理解できない」（『歴史通』(30) pp.214-232, 2014年05月号）
- 北村稔、吉田富夫「ノーベル文学賞 莫言は人民の敵か味方か」（『歴史通』(22)（総力特集 日本vs中韓 文明と野蛮の戦い）pp.68-81, 2013年01月号）
- 北村稔、林思雲、金谷譲「大虐殺者でも「毛沢東神話」のナゼ? 」（『歴史通』(19)（総力特集 こんな中国、知ってた?）pp.84-96, 2012年07月号）
- 北村稔、中西輝政「さきに「平和」を破ったのは誰か?」（『歴史通』(11)（総力特集 「日中戦争」は侵略ではない!）pp.46-67, 2011年03月号）
- 北村稔、櫻井よしこ、田久保忠衛「棍棒なき外交「田母神殺し」が「尖閣」を招いた」（『歴史通』(10)（総力特集 尖閣・朝鮮半島は歴史問題だ!）pp.52-68, 2011年01月号）
- 北村稔、松田武「なぜアメリカ離れできないのか（失われた歴史感覚）」（『歴史通』(2) pp.176-192, 2009年07月号）
- 北村稔、林思雲「新しいステージに入った「日中戦争論」中国人はなぜ平気でウソをつくのか--キーワード「避諱」のナゾに迫る」（『歴史通』(1)（総力特集 零戦と坂井三郎の時代）、pp.156-173, 2009年04月号）
- 北村稔、松本健一、阿古智子 [他]「戦時賠償、従軍慰安婦、領土、靖国参拝。「中韓同盟」の攻勢にどう抗するか 中韓との百年戦争にそなえよ」（『文藝春秋』91 (11) pp.94-112, 2013年10月）
- 北村稔、林思雲「日中歴史家の対話 中国人が望んだ戦争 林思雲<対談>北村稔」（『Voice』(356) pp.220-229, 2007年08月）
- 北村稔、伊藤隆、櫻井よしこ [他]「総力特集 ヒビ割れ始めた「歴史の鑑（かがみ）」新史料発掘 あの戦争の仕掛人は誰だったのか!?--白熱の激論 七時間」（『諸君』38 (6) pp.24-100, 2006年06月）
- 北村稔、櫻井よしこ「責任転嫁はいい加減にしろ 中国人を不幸にしたのは「日中戦争」ではなく「共産主義」」（『諸君』37 (12)（総力特集 傲慢なり、朝日・中国）--（vs.中国共産党「内政干渉」）pp.66-81, 2005年12月）
- 北村稔、阿羅健一「捏造された南京事件」『正論』(354) pp.224-234, 2002年02月。
- 北村稔、櫻井よしこ「「南京虐殺」の虚構--「虐殺」を世界で初めて報じた英字紙記者ティンパーリーは、国民党の宣伝工作員だった!（発掘!!「新史料」が証（あ）かす）」『諸君』34 (1) pp.26-37, 2002年01月。

## 主な著作とその内容

### 『第一次国共合作の研究：現代中国を形成した二大勢力の出現』
中国国民党による中国統一（1928年に一応の完成）までの過程で生じた中国国民党と中国共産党の協力関係（＝国共合作）の発足・展開・崩壊を中心に近代中国を動かした二大勢力の動向を具体的に明らかにする。

### 『中国は社会主義で幸せになったのか』
「中華人民共和国の実質」が、「社会主義の皮をかぶった封建王朝」であることの論証を目指す。

### 『日中戦争:戦争を望んだ中国 望まなかった日本』（共著）
「従来の日中戦争研究の大前提となっている「侵略戦争をおこした日本と侵略された中国」という枠組みを取り払」った上で、日中戦争の様々な側面を考察。

### 『「南京事件」の探究』
本書では、南京軍事法廷および極東国際軍事裁判において南京事件を確定した「戦犯裁判」の判決書を歴史学の手法で検証するという立場で分析、従前から知られていた2万弱の中国軍捕虜の殺害を新たに発掘してきた資料で確認する一方で、判決書に見える、南京攻略戦から占領初期にかけて一般市民に対する数十万単位の「大虐殺」が行われたという「認識」については、中国や連合国による各種の戦時宣伝の分析を通じ、1937年以降、徐々に形成されていったものとした。
南京および中国各地において日本軍が暴虐を行っていると告発した在中国ジャーナリストハロルド・J・ティンパーリは、日中戦争開始直後から中国国民党中央宣伝部の対外宣伝に従事、資金提供を受けて編著『戦争とは何か』(What War Means) を出版したと主張している。また、「南京で大虐殺があった」という認識がどのような経緯で出現したかという、歴史研究の基本に立ち戻った立場から、研究を始めている。
北村は、中国社会科学院近代史研究所翻訳室編『近代来華外国人名辞典』（1981年）に、ティンパーリが「1937年盧溝橋事件後、中国国民党により欧米に派遣され宣伝工作に従事、続いて国民党中央宣伝部顧問に就任した」と記述されていることや、王凌霄による研究『中国国民党新聞政策之研究』（1996 年）および国際宣伝処処長曽虚白の回想記に「ティンパーリーとスマイスに宣伝刊行物の二冊の本を書いてもらった」と記されていることから、国際宣伝処が関与していた可能性を示唆している。
『「南京事件」の探究』 をはじめとする研究を経た、2007年4月2日の外国特派員協会での講演では「旧日本軍が南京で"無秩序"や"混乱"に陥って便衣兵や捕虜を殺害したことはあったが、一般市民を対象とした"虐殺" (massacre) はなかったとの結論に達する」と発表している。

#### 反響
肯定
『諸君!』2002年1月号では、櫻井よしこ 、鈴木明・石川水穂（産経新聞論説委員）・阿羅健一らによって北村説が肯定的に紹介された。
2003年には東中野修道が、日本軍が南京を占領した1937年12月以後約3年間の中国国民党の宣伝工作を記録した「国民党中央宣伝部国際宣伝処工作概要」という1941年に作成された文書が発見されたことを受け、同文書の中に『外国人目睹之日軍暴行』（"What War Means"の中国名）が紹介されていることから、ティンパーリの著作は中国国民党の宣伝書籍であると、北村の論を補完した。
否定
『週刊金曜日』2002年8月2日 (No.422) は、笠原十九司が北村を「南京虐殺否定論者」とした上で批判、渡辺春己、ボブ・若林正 、井上久士 らによる批判と否定的な見解が示された。
渡辺久志は中国帰還者連絡会の機関誌上で、曽虚白が、ティンパーリが日本軍占領下の南京にいたとする誤りを前提として語っていることなどを指摘、この証言には問題があるとし、また、曽虚白は当時ティンパーリが中央宣伝部と関係があったとはしていない（関係があったと書いているのは王凌霄）として北村説を批判している。また、井上久士は「中央宣伝部国際宣伝処二十七年度工作報告」には「われわれはティンパリー本人および彼を通じてスマイスの書いた二冊の日本軍の南京大虐殺目撃実録を買い取り、印刷出版した」とあり、曽虚白の回想記の「二冊の本を書いてもらった」という記述は誤りと主張している。
笠原十九司は2007年には渡辺と井上の論文に依拠しながら、「曽虚白の自伝は、自画自賛的で信憑性がない」と断定し、さらに北村稔の最大の「トリック」は、ティンパレーが国民党の宣伝工作員でないときに執筆した「戦争とは何か」を、国民党のスパイとして書いたかのように思わせようとした点であると指摘し、また北村は「裁判における起訴状と判決書の区別もできずに、裁判官がティンパレーの本から引用して判決文を書いたとするなど、裁判のイロハがわかっていない」と再び批判した。